# Phyciodes nigrescens
Phyciodes nigrescens är en fjärilsart som beskrevs av Hall 1924. Phyciodes nigrescens ingår i släktet Phyciodes och familjen praktfjärilar. Inga underarter finns listade i Catalogue of Life.